# Sebastião Barros
Sebastião Barros é um município brasileiro do estado do Piauí.

## Geografia
Localiza-se a uma latitude 10º49'02" sul e a uma longitude 44º50'02" oeste, estando a uma altitude de 500 metros. Sua população estimada em 2004 era de 4.808 habitantes.
Possui uma área de 1.055,7 km².

## Religião
| Religião       | %    |
| -------------- | ---- |
| Catolicismo    | 88,3 |
| Protestantismo | 8,2  |
| Outras         | 0,6  |
| Sem religião   | 2,9  |